# 因伍德 (愛荷華州)
因伍德（英語：Inwood）是一個位於美國愛荷華州萊昂縣的城市。

## 地理
因伍德的座標為43°18′32″N 96°25′57″W / 43.30889°N 96.43250°W，而該地的平均海拔高度為447米（即1467英尺）。

## 人口
根據2010年美國人口普查的數據，因伍德的面積為3.47平方千米，當中陸地面積為3.47平方千米，而水域面積為0.00平方千米。當地共有人口814人，而人口密度為每平方千米234人。